# Monumento a Júlio de Castilhos
El Monumento a Júlio de Castilhos es un monumento ubicado en el centro la Plaza Mariscal Deodoro en el centro histórico de la ciudad de Porto Alegre, Brasil. Fue inaugurada el 25 de enero de 1913 y homenajea a Júlio de Castilhos quien fuera presidente de Río Grande del Sur y es considerado como el "Patriarca de Río Grande del Sur". 